# Mademoiselle Mars
Anne-Françoise-Hippolyte Boutet in arte Mademoiselle Mars (Parigi, 9 febbraio 1779 – Parigi, 20 marzo 1847) è stata un'attrice teatrale francese.
Iniziò a lavorare nella Comédie-Française nel 1795, si caratterizzò molto bene nei ruoli di fanciulle ingenue e immature. Divenne ben presto molto acclamata dall'ancien régime per le sue doti artistiche, interpretative e seducenti.
Omaggiata in continuazione dal pubblico, fu ammirata da molti poeti contemporanei e da Napoleone, raggiungendo una posizione preminente nella Comédie. 
Il clou lo raggiunse nel dramma romantico con l'interpretazione delle eroine di Dumas, Hugo, Alfred de Vigny.